# Jack Colback
Jack Raymond Colback (født 24. oktober 1989) er en engelsk professionel fodboldspiller, som spiller for EFL Championship-klubben Queens Park Rangers.

## Klubkarriere

### Sunderland
Colback kom igennem Sunderlands ungdomsakademi, og blev rykket op på førsteholdet i 2008.

#### Lån til Ipswich Town
Colback blev i 2009 udlejet til Ipswich Town, hvor at han gjorde sin professionelle debut. Colbacks lejeaftale var en succes, og han blev i 2009-10 sæsonen kåret som årets spiller i klubben. Lejeaftalen blev herefter forlænget frem til januar 2011.

#### Gennembrud
Colback vendte i januar 2011 tilbage til Sunderland, og gjorde sin debut for førsteholdet kort efter. Han udviklede sig herefter til en central del af Sunderlands mandskab over de næste sæsoner.

### Newcastle United
Colback skiftede i juni 2014 til Newcastle United efter at hans kontrakt med Sunderland var udløbet. Transferen var meget kontroversiel, da Newcastle og Sunderland er bitre rivaler, og Colback indrømmede i et interview efter skiftet at: "Størstedelen af Sunderland fans vil hade mig resten af mit liv."
Skiftet var dog ikke en succes, og Colback mistede løbende sin plads på mandskabet. Efter træner Rafa Benítez kom til, var Colback helt ude af billedet, men han afviste stadig at forlade klubben. Det ledte til at Colback blev rykket ned på U/23-holdet, og han blev ekskluderet fra holdfotoet i 2017-18.

### Nottingham Forest

#### Lejeaftale
Colback skiftede i januar 2018 til Nottingham Forest på en lejeaftale. Colback klarede sig godt i den første halvesæson hos Forest, og i juli 2018 blev hans lejeaftale med Forest forlænget.

#### Fast aftale
Colback vendte tilbage til Newcastle efter lejeaftalen, da klubberne ikke kunne blive enige om en aftale. Newcastle valgte herefter i juni 2020 at ophæve Colbacks kontrakt med klubben. En måned senere blev den nu klubløse Colback enig om at skifte tilbage til Forest på en fast aftale.
Colback forlod Forest på kontraktudløb ved udgangen af 2022-23 sæsonen.

### Queens Park Rangers
Colback skiftede i august 2023 til Queens Park Rangers.

## Landsholdskarriere
Colback spillede i 2009 en enkel kamp for Englands U/20-landshold.

## Titler
Newcastle United
- EFL Championship: 1 (2016–17)

Individuelle
- Ipswich Town Årets spiller: 1 (2009–10)